# Omg!
omg! سایتی مربوط به اخبار و شایعات پیرامون زندگی ستاره هاست که توسط یاهو! اخبار راه‌اندازی شده و مدیریت می‌شود. نام این سایت در اصل همان "Oh my God" به معنی "وای خدای من" است که انگلیسی زبانان به صورت تکیه کلام omg بکار می‌برند. وقتی omg! در ژوئن ۲۰۰۷ آغاز به کار کرد، سایت MediaWeek اعلام کرد که: "omg! قصد دارد بیشتر نمودارش را به سمت جنس مؤنث سوق دهد و اینکه پپسی و یونیلور، تنها حامیان مالی رسمی این سایت هستند."
بخاطر تبلیغت سنگینی که یاهو در صفحه اصلی خود قرار می‌دهد، omg! تنها در ۱۹ روز اول آغاز به کار، ۴ میلیون بازدیدکننده پیدا کرد.
در پاییز ۲۰۰۷ ،omg! هشت میلیون بازدیدکننده در ماه را ثبت کرد و در آمریکا، دومین سایت پربازدید دربارهٔ خبرها و شایعات پیرامون زندگی بازیگران و سوپر استارها شد. پربازدیدترین سایت، TMZ.com انتخاب شد و سایت People در مقام سوم جای گرفت.
در اکتبر ۲۰۰۷ یاهو یک ویجت معرفی کرد که به کاربران این امکان را می‌دهد که جدیدترین خبرهای omg! را در صفحهٔ دسکتاپ خود مشاهده کنند.

## آمار بازدید کننده‌ها
در مارس ۲۰۱۱، سایت comScore Media Metrix آمریکا اعلام کرد omg! پربازدیدترین سایت اخبار سرگرم‌کننده‌است.
| رتبه در آمریکا طبق comScore | سایت‌های خبری سرگرم‌کننده | تعداد بازدید در مارس ۲۰۱۱ |
| --------------------------- | ----------------------- | ------------------------- |
| ۱                           | OMG! by Yahoo           | ۲۳٫۷ میلیون               |
| ۲                           | TMZ                     | ۱۸٫۵ میلیون               |
| ۳                           | People Magazine         | ۱۳٫۵ میلیون               |
| ۴                           | BuzzMedia Entertainment | ۱۲٫۸ میلیون               |
| ۵                           | CNN Entertainment       | ۱۰٫۱ میلیون               |
| ۶                           | Zimbio                  | ۸٫۹ میلیون                |
| ۷                           | Entertainment Weekly    | ۸٫۲ میلیون                |
| ۸                           | E! Online               | ۷٫۵ میلیون                |
| ۹                           | GossipCenter Network    | ۷٫۱ میلیون                |
| ۱۰                          | Mail Online             | ۶٫۵ میلیون                |